# Sportski centar FSS
Das Sportski centar FSS (serbisch-kyrillisch Спортски центар ФСС; serbisch für „Sportzentrum FSS“), kurz SC FSS (СЦ ФСС), auch als Kuća fudbala („Haus des Fußballs“) bekannt, ist das Sportzentrum des Fudbalski savez Srbije (FSS), dem Serbischen Fußball-Bund, das sich in der Stadt Stara Pazova befindet. Es ist Aufenthalts- und Vorbereitungsort der serbischen Fußballnationalmannschaft und dessen jüngeren Jahrgängen. Ebenso finden dort die serbische Fußballtrainerausbildung und Seminare im Bereich der Sportmedizin statt. 
Das Sportski centar FSS verfügt über eine Gesamtfläche von 12 Hektar, davon sind 10.000 m² Baufläche und 60.000 m² Freiland. Neben fünf Fußballplätzen mit Naturrasen, von denen zwei eine Flutlichtanlage besitzen, hat es unter anderem noch ein weiteres Spielfeld mit Kunstrasen, das ebenfalls Flutlichter besitzt, eine Sporthalle und eine Leichtathletiklaufbahn mit Tartanoberflächenbelag, ein viersterne Hotel, ein Restaurant, sowie ein Wellness- und Fitnesszentrum.
Das Kuća fudbala wurde von UEFA-Präsident Michel Platini eröffnet. Unter anderem waren bei der Eröffnungszeremonie der Präsidenten des FSS Tomislav Karadzić, FIFA-Präsident Sepp Blatter, sowie der Präsident des kroatischen und des montenegrinischen Fußball-Bundes Vlatko Marković  bzw. Dejan Savićević anwesend. Der Gesamtpreis des „Haus des Fußballs“ betrug um die 15 Millionen Euro. Es zählt zu den bestausgestatteten Fußballzentren in Europa, da es Sportlern Dienstleistungen von höchster Qualität bietet, sowohl was die Unterkunft, als auch verschiedene Sport- und Freizeitaktivitäten betrifft.

## Geschichte
Mit der Unterstützung des serbischen Ministeriums für Jugend und Sport, sowie der UEFA und FIFA, wurde auf dem Gebiet der Gemeinde Stara Pazova, etwa 32 Kilometer von der Hauptstadt Belgrad entfernt, das Sportski centar FSS vom Suboticer Unternehmen SMB gradnja erbaut. Der Grundstein wurde am 1. Oktober 2009 gelegt und nur ein Jahr später wurde das sogenannte „Kuća fudbala“ fertiggestellt. 
Das am 14. Mai 2011 eröffnete Sportzentrum verfügt über eine Gesamtfläche von 12 Hektar, davon sind 10.000 m² Baufläche und 60.000 m² Freiland. Das Gebäudekomplex mit einer Bruttofläche von 11.500 m² ist aus fünf Einheiten zusammengestellt, dem Centralni blok („Zentralgebäude“), Ofis blok („Geschäftsblock“), Smeštajni blok („Wohnblock“), Sport servis („Sportservice“) und Sportska dvorana („Sporthalle“). Das Sportzentrum ist über einen zweispurige Verkehrsweg erreichbar und verfügt über eine Parkplatzanlage mit einer Fläche von 3.500 m² für 140 Fahrzeuge vor, sowie eigene Busparkplätze hinter dem Objekt.
Neben fünf Fußballplätzen mit Naturrasen, von denen zwei eine Flutlichtanlage besitzen, einer mit der Beleuchtungsstärke von 400 Lux und der Hauptplatz von 1.400 bis 1.600 Lux, hat es noch ein weiteres Spielfeld mit Kunstrasen, das ebenfalls Flutlichter der Stärke 400 Lux besitzt. Alle Plätze sind mit einem Drainage- und einem automatischen Bewässerungssystem ausgestattet. Einer der Plätze dient speziell der A-Nationalmannschaft und darf auch nur von ihr genutzt werden. Des Weiteren ist neben dem Hauptplatz einer Tribüne mit 3.000 Sitzplätzen in den Farben der Flagge Serbiens vorhanden. Ein Rasenplatz ist von einer Leichtathletiklaufbahn mit rotem Tartanoberflächenbelag ausgestattet bzw. mit einer Leichtathletikanlage für Weit-, Drei- und Hochsprung, 110 m Hürdenlauf und Stabhochsprung. Zudem gibt es einen Tennisplatz.
Im Gebäudekomplex befinden sich auch eine klimatisierte Sporthalle mit einer Größe von 1.500 m², in der man Basketball, Handball, Futsal bzw. Hallenfußball spielen kann. Des Weiteren ist ein Vierstern-Hotel Namens Srbija Lux mit 64 klimatisierten Doppelzimmer und vier Luxussuiten, ein Restaurant mit einer Fläche von 1.000 m² mit 300 Plätzen, ein Wellness- und Fitnesszentrum und eine 1.000 m² große Terrasse vorhanden. Freizeiträum, in denen man z. B. Billard oder Tischtennis spiele kann, sind ebenfalls vorhanden. Dazu gibt es noch einen Büroblock und zwei Konferenzräume. Der große Raum bietet 170, der kleine 54 Plätze. Außerdem gibt es noch zwei V.I.P.-Räume, ein Medizinzentrum und eine Sportrehabilitationsabteilung.